# Raúl Meza Ontiveros
Raúl Meza Ontiveros (Tamazula, Durango; 11 de diciembre de 1966-Culiacán, Sinaloa; 27 de marzo de 2007), comúnmente referido por su alias «El M6», fue un presunto narcotraficante mexicano y líder de alto rango del Cártel de Sinaloa, un grupo criminal con sede en Sinaloa. Era el subalterno Javier Torres Félix (alias «El JT»), quien a su vez era el exoperador principal de Ismael Zambada García (alias «El Mayo»), uno de los narcotraficantes más buscados de México. En 1997, fue arrestado con varios de sus cómplices en Cancún en posesión de 348 kilogramos de cocaína colombiana. Fue sentenciado a diez años de prisión, pero fue liberado en 1998 por inconsistencias en el caso. Los investigadores sospecharon que se reincorporó al crimen organizado después de su liberación y ascendió a la cadena de líderes del Cartel de Sinaloa.
Tras el arresto de «El JT» en 2004, Meza Ontiveros trabajó estrechamente con Manuel Torres Félix (alias «El M-1») y Misael Torres Urrea (alias «El M-2»). En 2007, fue asesinado por hombres armados en Culiacán, Sinaloa. Los detalles oficiales sobre su muerte son desconocidos para todo aquel que no estuvo ahí. En los años siguientes, su familia sufrió varias pérdidas. En 2009, su hermano Faustino fue asesinado presuntamente por miembros del crimen organizado. Su hijo Raúl Meza Torres (alias «El Mini-6»), que intentó seguir los pasos de Meza Ontiveros, se unió al Cartel de Sinaloa como un joven asesino. Fue abatido por fuerzas de seguridad en 2010.

## Primeros años y carrera
Raúl Meza Ontiveros, comúnmente referido por su alias El M6, nació en La Mesa del Rodeo, una comunidad rural en Tamazula, Durango, México, el 11 de diciembre de 1966. Aunque originario del estado de Durango, hizo la mayor parte de su carrera criminal en Sinaloa. En 1989, fue arrestado por la Policía Ministerial de Sinaloa por cargos de homicidio y declaración falsa. En 1990, fue acusado por la Oficina del Fiscal General de Sinaloa por secuestro, violación y por ocultar evidencias de violación contra dos mujeres.
Según la Procuraduría General de la República (PGR), Meza Ontiveros era un miembro de alto rango del Cártel de Sinaloa, un grupo criminal con sede en Sinaloa. Trabajó bajo Javier Torres Félix (alias «El JT»), un operador líder de Ismael Zambada García (alias «El Mayo»), uno de los narcotraficantes más buscados de México. También fue un estrecho colaborador de otros presuntos líderes del Cártel de Sinaloa como Manuel Torres Félix (alias «El M-1»), hermano de «El JT», y Misael Torres Urrea (alias «El M-2»), hijo de «El JT». El 27 de mayo de 1997, Meza Ontiveros fue arrestado por la Policía Judicial Federal en Cancún, con «El JT» y otros dos hombres, Ramón López Serrano y Manuel Meza Zamudio. Luego de su arresto, las autoridades fueron llevadas a una casa segura que contenía 348 kilogramos de cocaína colombiana que Meza Ontiveros y los demás que estaban con él habían recibido de traficantes en el Mar Caribe. En la escena, también descubrieron varios vehículos modificados con compartimentos donde los investigadores creen que los contrabandistas intentaron ocultar las drogas para su posterior distribución en el norte de México. También incautaron dos barcos y armas múltiples.
Meza Ontiveros fue enviado al campamento militar en Cancún una vez que estuvo bajo custodia. Fue condenado a diez años de prisión ese año, pero un juez concedió su libertad el 16 de diciembre de 1997. Salió de la prisión el 11 de marzo de 1998. Según las acusaciones del tribunal, el juez absolvió a Meza Ontiveros y al resto de sus cómplices debido a un error que la PGR cometió al reunir pruebas. El juez citó múltiples «inconsistencias» en la demanda presentada contra la defensa. La Subprocuraduría de Investigación Especializada en Delincuencia Organizada (SIEDO), la entonces agencia de investigación del crimen organizado de México, lo identificó como un líder del Cártel de Sinaloa desde su liberación. Su papel dentro del Cártel de Sinaloa aumentó cuando su jefe, «El JT», fue arrestado en Culiacán, Sinaloa, en enero de 2004. Con este arresto, Meza Ontiveros lo sucedió como operador principal bajo Zambada García. Otras fuentes afirmaron que sus familiares «El M-1» y «El M-2» supuestamente se hicieron cargo de las actividades de «El JT» en el Cártel de Sinaloa luego de su arresto.

## Muerte
El 27 de marzo de 2007, Meza Ontiveros fue asesinado en Culiacán. La Policía Ministerial de Sinaloa declaró en un primer momento que no tenían información oficial sobre cómo murió Meza Ontiveros. Fueron llamados a una ubicación en el vecindario de Las Quintas porque fueron notificados de un tiroteo entre sospechosos armados. Cuando llegaron a la escena, el tiroteo había terminado, pero se les dijo que tres asaltantes armados habían llevado a un hombre herido, Meza Ontiveros, a una clínica privada. La policía se dirigió a la clínica, pero la familia de Meza Ontiveros les impidió la entrada. El personal de la clínica confirmó que Meza Ontiveros fue asesinado. Una cuenta declaró que Meza Ontiveros estaba dejando a su novia en el vecindario de Montebello cuando varios hombres, que lo esperaban en el domicilio, le dispararon a quemarropa. Según informes, al menos dos heridas de bala impactaron en su rostro.
Según su informe de autopsia, tenía una herida de tiro de gracia, mostraba signos de haber sido golpeado y tenía tres heridas en el cráneo que se hicieron con un objeto afilado. Los investigadores confirmaron que Meza Ontiveros fue torturado, pero las autoridades no revelaron los detalles de su muerte. La familia negó la entrada de los investigadores a la clínica y solicitó a los médicos que asistieron a Meza Ontiveros que mantuvieran la confidencialidad de los detalles. Su familia solo autorizó al personal de la clínica a revelar su nombre, edad y que había muerto como resultado de múltiples heridas de bala.

## Familia
Meza Ontiveros era cuñado de «El JT» y «El M-1». Tuvo un hijo, Raúl Meza Torres, alias «El Mini 6», un apodo derivado del alias de su padre «El M6». Meza Torres siguió los pasos de su padre y se unió al Cártel de Sinaloa como un joven asesino. Fue asesinado en un tiroteo con las fuerzas de seguridad el 25 de abril de 2010 en Zapopan, Jalisco, luego de haber matado a un oficial de policía en un enfrentamiento. Una fuente dijo que Meza Ontiveros tenía otro hijo, Arturo Meza, quien fue asesinado el 8 de mayo de 2008. Sin embargo, fue confundido con Arturo Meza Cázares, hijo de los presuntos líderes del Cártel de Sinaloa Arturo Meza Gaspar y Blanca Margarita Cázares Salazar.
El hermano de Meza Ontiveros, Faustino Meza Ontiveros, fue asesinado por sospechosos armados en Culiacán el 8 de enero de 2009 a la edad de 27 años. Estaba conduciendo un vehículo en las calles de Culiacán cuando una camioneta con sospechosos armados intentó cortarlo de la carretera en un intento de detenerlo y secuestrarlo. Faustino bajó de su vehículo y huyó a una tienda, pero los hombres armados lo persiguieron y lo mataron en el interior de las instalaciones. Testigos presenciales notificaron a la policía el incidente, pero no se realizaron arrestos.

## Lectura adicional
- Valdez Cárdenas, Javier (2017). The Taken: True Stories of the Sinaloa Drug War (en inglés). Universidad de Oklahoma. ISBN 0806158875.